# سورال (دهگلان)
سورال یک روستا در ایران است که در شهرستان دهگلان استان کردستان واقع شده‌است. سورال تقریبا ۵۰۰ نفر جمعیت دارد.

## جمعیت
این روستا دربخش بلبان‌آباد قرار دارد و براساس سرشماری مرکز آمار ایران در سال ۱۴۰۰، جمعیت آن نزدیک به ۵۰۰ نفر بوده‌است.